# Herberto Hélder
Herberto Helder de Oliveira (Funchal, Madeira, 23 de noviembre de 1930-Cascaes, 23 de marzo de 2015) fue un poeta, periodista, bibliotecario, traductor y escritor portugués.

## Biografía
Frecuentó la Facultad de Letras de Coímbra, habiendo trabajado en Lisboa como periodista, bibliotecario, traductor y presentador de programas de radio.
Fue uno de los poetas más originales en lengua portuguesa. Era una figura algo misteriosa porque se abstenía de dar entrevistas y recibir premios. En 1994 recibió el Premio Pessoa, que rechazó.
Su producción escrita comenzó por situarse en el ámbito de un possurrealismo y en la década de 1960 acompañó el movimiento del concretismo. Escribió Os passos em Volta, Photomaton e Vox y Poesia Toda. Este último título es una antología personal de sus libros de poesía que ha sido depurada a lo largo de los años. En cada edición esta antología se vuelve más reducida.
Su lenguaje poético tiene que ver con la alquimia.

## Obras

### Poesía
- Poesia – O Amor em Visita (1958)
- A Colher na Boca (1961)(traducción de José Luis Puerto, "La cuchara en la boca", Barcelona, Icaria, 2001. ISBN 978-84-7426-539-2)
- Poemacto (1961)
- Retrato em Movimento (1967)
- O Bebedor Nocturno (1968)
- Vocação Animal (1971)
- Cobra (1977)
- O Corpo o Luxo a Obra (1978)
- Photomaton & Vox (1979)
- Flash (1980)
- A Cabeça entre as Mãos (1982)
- As Magias (1987)
- Última Ciência (1988)
- Do Mundo (1994)
- Poesia Toda (1.er vol. de 1953 a 1966; 2.º vol. de 1963 a 1971) (1973)
- Poesia Toda (1.ª ed. en 1981)
- Ou o Poema Contínuo(2001)
- O el poema continuo. Traducción de Jesús Munárriz. Edición bilingüe. Madrid, Hiperión, 2006. ISBN 978-84-7517-852-3)

### Ficción
- Os Passos em Volta (1963). Los pasos entorno. Traducción española de Ana Márquez. Madrid, Ediciones Hiperión, 2004. ISBN 978-84-7517-779-3
- Apresentação do Rosto (1968)